# Kliutxí (Sakhalín)
|  | Per a altres significats, vegeu «Kliutxí». |

Kliutxí (en rus: Ключи́) és un poble de l'óblast de Sakhalín, a Rússia, el 2013 tenia una població de 0 habitants.